# Gesund und lecker
gesund und lecker (eigene Schreibweise) ist ein deutsches Servicemagazin, das von Januar 2013 bis September 2014 auf Sat.1 Gold gesendet wurde.

## Konzept
Das Servicemagazin behandelte Themen wie unter anderem Gesundheit, Ernährung, Fitness und Wellness.

## Ausstrahlung
Die Sendung wurde von Montag bis Freitag um 11:45 Uhr auf Sat.1 Gold gesendet. Moderiert wurde die 45-minütige Sendung von Gaby Papenburg, die zuvor auf Sat.1 die Wochenendausgaben von Das Sat.1-Magazin präsentiert hatte. Jeden Samstag von 08.30 bis 12.25 Uhr wurden die Folgen der Woche wiederholt.